# Râul Valea Morii, Valea Lungă
Râul Valea Morii este un curs de apă, afluent al râului Valea Lungă

## Hărți
- Harta județul Brașov
- Harta munții Perșani  Arhivat în 13 iunie 2008, la Wayback Machine.